# Buštyno
Buštyno, česky také Buštino nebo Buština (ukrajinsky Буштинo, maďarsky Bustyaháza, německy Bustenhausen), je městys (ukrajinsky selyšče) ležící v okresu Ťačiv Zakarpatské oblasti asi deset kilometrů severozápadně od města Ťačiv. V roce 2025 zde žilo 8634 obyvatel.

## Buštynská venkovská komunita (hromada)
V městysu sídlí rada buštynské venkovské komunity, do které patří městys Buštyno a tyto vesnice: 
- Vonihove
- Dulovo
- Novobarovo
- Kryčovo
- Rosoš
- Čumalovo
- Rivne
- Terebla

V roce 2025 žilo v této komunitě 25 522 obyvatel.

## Historie
První písemná zmínka o městysu pochází z roku 1336. V minulosti město patřilo Rakousku-Uhersku, od jeho rozpadu v roce 1918 až do roku 1938 bylo (pod názvem Buštino) součástí Československa. Za první republiky zde byl obecní notariát, četnická stanice a poštovní úřad. V roce 1944 bylo město s okolím připojeno k Ukrajinské SSR.